# Wolf Huber
Wolf Huber, född cirka 1485, död 3 juni 1553, var en tysk målare och gravör, medlem av Donauskolan.

## Biografi
Huber verkade i Regensburg och Passau. Tillsammans med Altdorfer ses han som den främste representanten för Donauskolan. 
Endast ett fåtal av hans målningar är kända, och det är i teckningarna och träsnitten som hans lyriska syn på landskapet bäst framträder.

## Kristi begråtande

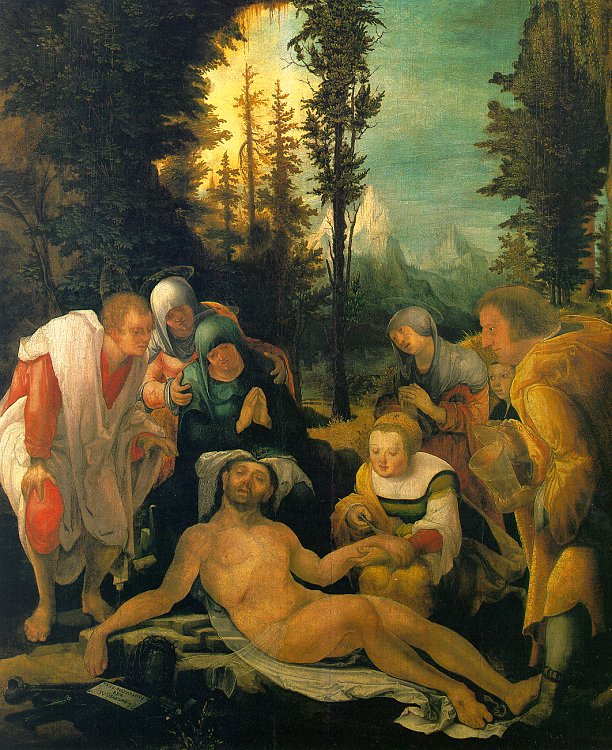
Wolf Huber – Kristi begråtande (1524). Louvren, Paris.

Med en fjäder stryker Maria Magdalena salva på såret i Kristi vänstra hand, medan Nikodemos i bildens högra kant håller fram salvburken. Etersom denne har ovanligt individuella drag, förmodar man att det rör sig om ett porträtt av målningens beställare, förmodligen greve Niklas II av Salm.